# Giacinto Facchetti
Giacinto Facchetti (18. juli 1942 – 4. september 2006) var en italiensk fodboldspiller. Han blev født i Treviglio og døde i Milano. Han startede med at spille fra 1956-1960 i Trevigliese (ungdomshold) så for Internazionale i 1960-1978 og til sidst for Italiens landshold i 1963-1977. Han blev i 2004 udnævnt til en plads på FIFA 100 (125 største nulevende spillere, som er udvalgt af Pelé). Mandag den 22. september 2008 blev en plads i bydelen Cesano Maderno, Milano omdøbt til ære for Giacinto Facchetti. Han spillede 634 officielle kampe og scorede 75 mål.